# Miroslav Beránek
Miroslav Beránek (* 24. April 1957 in Benešov) ist ein ehemaliger tschechischer Fußballspieler und derzeitiger -trainer.

## Spielerkarriere
In seiner Jugend spielte Miroslav Beránek für Tesla Votice. Seinen Wehrdienst leistete der Verteidiger von 1976 bis 1978 in Jindřichův Hradec ab. Anschließend spielte Beránek für Spartak Pelhřimov, ehe er eine Saison bei Škoda Pilsen verbrachte.
In die 1. Liga schaffte es Miroslav Beránek erst im Alter von 27 Jahren. Von 1984 bis 1989 gehörte er der Abwehrreihe Slavia Prags regelmäßig an und bestritt 128 Spiele, in denen er fünf Tore schoss. Seine Karriere ließ der Abwehrspieler zwischen 1989 und 1993 beim österreichischen Verein SV Gmünd ausklingen. In den letzten beiden Jahren arbeitete er in Gmünd als Spielertrainer.

## Trainerkarriere
Beráneks Trainerlaufbahn begann 1993 als Assistent bei seinen ehemaligen Klub Slavia Prag. Schon in der nächsten Saison war er Cheftrainer bei Slavia und führte die Mannschaft zur Vizemeisterschaft. Sein Vertrag wurde jedoch nicht verlängert, Beránek arbeitete im Frühjahr 1996 beim Drittligisten SK Kladno.
Zur Saison 1996/97 übernahm er den Trainerposten beim FK Chmel Blšany, den er 1998 in die 1. Liga führte. Gleich im ersten Erstligajahr gelang Blšany mit dem sechsten Platz ein Achtungserfolg. Zusätzlich arbeitete Beránek seit 1997 auch als Co-Trainer bei der tschechischen U-21-Auswahl. Auf einem Abstiegsplatz stehend musste er Chmel Blšany im November 2001 verlassen, heuerte aber kurz darauf erneut bei Slavia Prag an. Als Cheftrainer führte er die tschechischen U-21-Nationalmannschaft zum Sieg bei der Europameisterschaft 2002. Anschließend wurde Beránek Assistent von Karel Brückner bei der A-Nationalmannschaft. In Prag wurde er im Winter 2003 nach einer misslungenen Vorrunde entlassen.
Vor der Weltmeisterschaft 2006 in Deutschland bekam Beránek das Angebot, den FC Superfund aus Pasching zu trainieren, lehnte aber ab. Nach der WM-Vorrundenaus trat Beránek als Co-Trainer der Nationalelf zurück. Im August 2006 wurde er Trainer beim ungarischen Klub VSC Debrecen, den er 2007 zur Meisterschaft führte.
Zur Saison 2008/09 übernahm Beránek den Klub Al-Wasl aus Dubai in den Vereinigten Arabischen Emiraten, trat aber Ende September von seinem Amt zurück. Nach einer kurzen Zwischenstation beim SK Kladno wurde Beránek am 31. Januar 2011 Trainer der kasachischen Nationalmannschaft. Nach dem Ende der Qualifikation zur Weltmeisterschaft 2014, die Kasachstan auf dem vorletzten Platz beendet hatte, trennten sich die Wege wieder. Von Mai 2012 bis Juli 2013 war er gleichzeitig Trainer des FK Astana. In der Saison 2014/15 betreute er erneut Slavia Prag.

### Erfolge
- U-21-Europameister mit Tschechien 2002
- Ungarischer Meister 2007 mit VSC Debrecen